# Erikstads kyrka

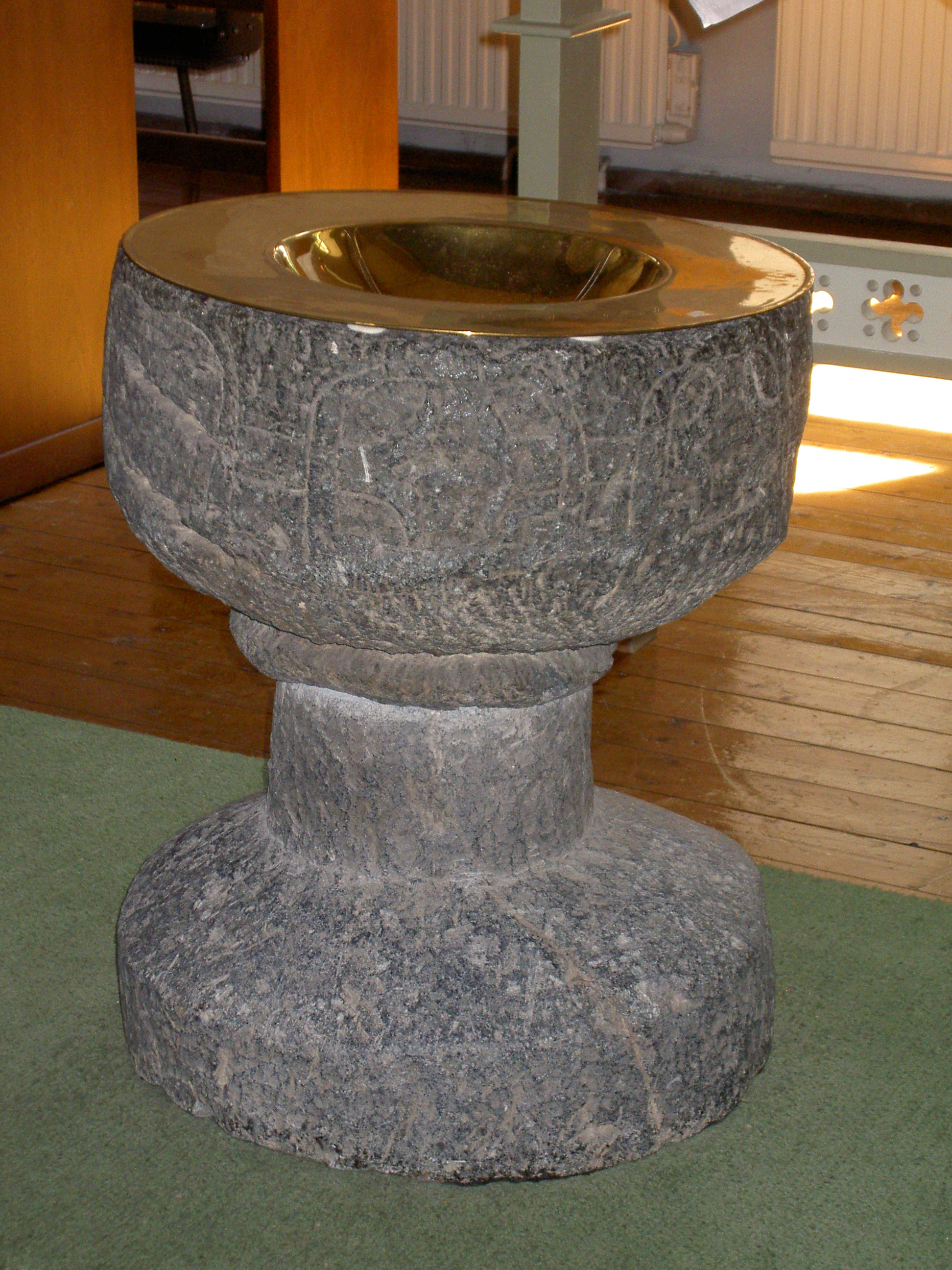
Dopfunt

Erikstads kyrka är en kyrkobyggnad som sedan 2010 tillhör Bolstads församling (tidigare Erikstads församling) i Karlstads stift. Den ligger i södra delen av Melleruds kommun.

## Erikstads kyrkoruin
Omkring 300 meter väster om nuvarande kyrka ligger ruinen av en äldre stenkyrka på en backsluttning mellan järnvägen och ett utdikat vattendrag. Ruinen omges av en kyrkogård som begränsas av en låg stenmur. På kyrkogården är flera smidda järnkors uppställda. Kyrkan uppfördes 1686 i granit och bestod av ett långhus med ett tresidigt avslutat kor. Ett vapenhus var möjligen samtida med kyrkan. Ett nytt vapenhus av sten uppfördes 1781 och försågs med trätorn och åttakantig tornspira. Under mitten av 1700-talet tillbyggdes en sakristia av sten vid norra sidan. Vid en reparation 1826 togs ett fönster upp i väster för att släppa in mer ljus i det mörka kyrkorummet. Under 1800-talet hade befolkningen blivit så talrik att kyrkan inte längre räckte till. En ny stenkyrka uppfördes och 1881 när nya kyrkan var färdigbyggd övergavs den tidigare kyrkan. Sista gudstjänsten hölls 20 november 1881 av dåvarande kyrkoherden Oscar Lindgren. Därefter revs vapenhuset och sakristian. Långhuset och koret blev ruin vars murar till största delen är bevarade till full höjd.

## Den medeltida träkyrkan
Kyrkoruinen föregicks av ännu en tidigare kyrka. En inventarieförteckning från 1583 omnämner en träkyrka som troligen uppfördes under medeltiden. Sannolikt låg den på samma plats där nuvarande kyrkoruin ligger. När kyrkoruinen 1928 konserverades letade man förgäves efter rester av den tidigare träkyrkan.

## Nuvarande kyrkobyggnad
Nuvarande kyrka uppfördes efter ritningar av Johan Erik Söderlund under ledning av byggmästare var L E Petterson. 1 augusti 1879 började man lägga kyrkans stenfot som vilar helt på berggrund. Innan stenfoten kunde läggas var man tvungen att utföra sprängningsarbeten för att jämna berggrunden. Vid kyrkans uppförande utförde männen i församlingen dagsverken. Enligt entreprenadskontrakt skulle nya kyrkan vara helt färdigställd 1 augusti 1881. Första söndagen i advent den 27 november 1881 invigdes kyrkan av biskop Claes Herman Rundgren.

### Kyrkans uppbyggnad
Kyrkan är byggd av gråsten i nygotisk stil med spetsbågiga fönsteröppningar och portar. Alla kyrkans delar som långhus, kor och torn är försedda med trappgavlar. Vid korets östra sida finns ett stort runt rosettfönster med färgade glasmålningar. Huvudingången ligger i väster och går genom vapenhuset i tornets bottenvåning. En till ingång finns mitt på långhusets sydsida. Långhuset och den något lägre sakristian har skiffertäckta sadeltak. Tornet kröns av en hög, kopparklädd spira. Kyrkorummet är treskeppigt och de olika skeppen bärs upp av smäckra träpelare. Mittskeppets innertak har ett spetsigt valv av trä medan sidoskeppen har plana trätak. Korets inredning är ritad av Johan Fredrik Åbom. Högaltaret står mot ett träskrank med genomgångar till en bakomliggande sakristia. Kyrkan följer åsens riktning och är därför orienterad i nordväst-sydostlig riktning med koret i sydost.

### Renoveringar
En stor restaurering genomfördes 1946 under ledning av Ärland Noréen då interiören omgestaltades. Kyrkorummet förkortades när två rum byggdes i bakre delen. Samtidigt murades två fönster igen på östra kortsidan och kyrkorummet försågs med ett helt nytt golv. Takets pärlspontpanel ersattes med nuvarande slätpanel. Kyrkan återinvigdes fjärde söndagen i advent av biskop Arvid Runestam. En yttre renovering genomfördes 1963 då tornspirans plåtbeläggning delvis byttes ut och trappgavlarnas plåtbeläggning byttes ut mot kopparplåt. 1988 genomgick exteriören ännu en renovering då kyrkan fick nya ytterdörrar, skiffertaket renoverades och ytterväggarna fick ny puts. Åren 1998-1999 lades skiffertaket om.

## Inventarier
- Dopfunt i gråsvart täljsten från 1200-talet. Höjd 66 cm i två delar. Cuppan är ojämnt utformad och har ornamentik i form av sex arkadbågar. Foten saknar ornamentik. Uttömingshål i funtens mitt. Skador finns, bland annat i cuppans kant.[1] Den tillhör en grupp om tre funtar från Dalsland, jämte denna de i Ödeborgs kyrka och Valbo-Ryrs kyrka, samt två i Bohuslän. Erikstadfunten är den enklaste av dem och av epigonkaraktär.[2]
- Altartavlan är en kopia av Rafaels "Kristi förklaring på Tabor". Originalet finns i Vatikanen. 1946 konserverades altartavlan.
- Predikstolen är ett snickeriarbete i nygotisk stil ritad av Johan Fredrik Åbom.  Den är försedd med ljudtak varunder hänger en duva.
- Av nattvardsuppsatsen är kalkens fot och skaft troligen från 1400-talet och cuppan troligen omgjord 1771.

### Klockor
- Lillklockan är av samma typ som den i Saleby kyrka från 1200-talet. Den saknar inskrifter och enda dekoren är två tomma skriftband.[3]
- Storklocka är gjuten 1881 i Jönköping. Under en klockringning 1923, vid eldsvåda i bygden, sprack storklockan och fick gjutas om samma år.

### Orglar
- En orgel byggdes här 1881.
- Placerad på läktaren i väster finns en pneumatisk orgel tillverkad 1924 av Orgelbau-Anstalt W. Sauer eller Sauer och Walcker, Frankfurt an der Oder i Tyskland. Den har tre fasta kombinationer. Den omdisponerades 1975 av Lindegren Orgelbyggeri AB, Göteborg. Fasaden är från 1881 års orgel och har nygotisk utformning med grönmålad och silvermålad dekor i de övre partierna. Instrumentet har tolv stämmor fördelade på två manualer och pedal men är inte längre spelbart. Orgeln togs ur bruk 1994 och en digitalorgel placerad i koret används istället.[4]

| Huvudverk I C-g3  | Svällverk II C-g3  | Pedal C-f1 | Koppel   |
| Borduna 16´       | Gedackt 8´         | Subbas 16´ | I/P      |
| Principal 8´      | Sonorklarinett 8´  | Basun 16´  | II/P     |
| Jubalflöjt 8'     | Gedacktflöjt 4'    |            | II/I     |
| Oktava 4'         | Sesquialtera 2 kor |            | I 4'/I   |
| Oktava 2'         | Tremulant          |            | II 16'/I |
| Rauschkvint 2 kor | Crescendosvällare  |            | II 4'/I  |

#### Kororgel
- I korets norra del finns en äldre mekanisk kororgel, med fyra stämmor, byggd 1912 av Anders Andersson, Göteborg. Den är donerad till församlingen och efter en renovering, som möjliggjordes genom gåvor, invigdes orgeln i kyrkan den 30 juli 1978.[5] Orgeln byggdes ursprungligen för hembruk.

| Manual C-f3   | Koppel    |
| Gedackt 8'    | Baskoppel |
| Principal 4'  |           |
| Diapason 4' D |           |
| Flöjt 4'      |           |

## Omgivningen
- 1961 fick församlingen ett bårhus som uppfördes av byggmästare Gunnar Enander i Mellerud efter ritningar av arkitekt Gunnar Henriksson i Karlstad. Byggnaden är i souterräng och har en fasad av granit och kopparklädda portar.
- Ekonomi- och personalbyggnaden var ursprungligen uppförd som kyrkstallar, men byggdes om cirka 1970.
- Två kyrkogårdar finns, dels gamla kyrkogården runt kyrkoruinen som inte längre används, dels kyrkogården runt nuvarande kyrka. Nuvarande kyrkogård utvidgades 1937 åt öster och invigdes av kontraktsprosten LM Engström.